# 1-е Комиссаровское
1-е Комиссаровское — деревня в Шербакульском районе Омской области России. Входит в состав Борисовского сельского поселения. Население 382 чел. (2010), из них 32 % (2002) казахи.

## История
В соответствии с Законом Омской области от 30 июля 2004 года № 548-ОЗ «О границах и статусе муниципальных образований Омской области» деревня вошла в состав образованного муниципального образования «Борисовское сельское поселение».

## География
1-е Комиссаровское находится в юго-западной части Омской области, в пределах Ишимской равнины, являющейся частью Западно-Сибирской равнины, у административной границы с Азовским немецким национальным районом.
Абсолютная высота — 111 м над уровнем моря.

## Население
| 2010 |
| ---- |
| 382  |

Гендерный состав
По данным Всероссийской переписи населения 2010 года в гендерной структуре населения из 382 человек мужчин — 186, женщин — 196	(48,7 и 51,3 % соответственно)
Национальный состав
Согласно результатам переписи 2002 года, в национальной структуре населения русские составляли 50 %, казахи 32 % от общей численности населения в 497 чел..

## Инфраструктура
Развитое сельское хозяйство. Личное подсобное хозяйство.

## Транспорт
стоит на автодороге «Бакбасар — Азово — Шербакуль — Полтавка» — Тарналы — Красноярка (идентификационный номер 52 ОП МЗ Н-585).
Просёлочные дороги.